# Chocolat (Manga)
Chocolat (jap. ショコラ) ist eine Manga-Serie des japanischen Zeichners Eisaku Kubonouchi (unter anderem auch Tsurumoku Dokushin Ryō). Sie lässt sich dem Seinen-Genre zuordnen.

## Handlung
Ichigo Kato wird nach über fünf Jahren aus dem Gefängnis entlassen und will endlich zu seiner Gang zurückkehren. Doch als er seinen Mafia-Boss Komugi Matsuyoshi besuchen will, erfährt er, dass dieser seine Mafia-Gang aufgegeben hat und inzwischen eine Konditorei eröffnen will. Komugis Frau Maya, die vor drei Jahren gestorben ist, war nämlich eine leidenschaftliche Kuchenbäckerin. Schockiert von Komugis Wandel will Ichigo nun die Gang wiederbeleben, was sich allerdings als sehr schwierig herausstellt. Plötzlich taucht ein 16-jähriges Mädchen namens Chiyoko auf, das sich als Mayas Tochter mit deren Ex-Mann herausstellt. Diese will von nun an bei Komugi und Ichigo in der Bäckerei wohnen, da ihr Vater bankrott ist und von zu Hause abgehauen ist. Komugi freut sich, ein Mädchen bei sich willkommen heißen zu dürfen, das genau wie seine geliebte Maya aussieht.

## Veröffentlichungen
Chocolat erschien in Japan von 1999 bis 2003 in Einzelkapiteln im Manga-Magazin Big Comic Spirits. Der Shogakukan-Verlag veröffentlichte diese Einzelkapitel auch in sieben Sammelbänden.
2003 verfilmte man den Manga in eine 45-teilige Fernsehserie mit realen Schauspielern.